# Gijs van Lennep
Jhr. Gijsbert (Gijs) van Lennep (Aerdenhout, 16 maart 1942) is een voormalige Nederlandse Formule 1- en Sportscar-coureur. Hij begon zijn carrière als Formule V-coureur. Later werd hij opgenomen in het Racing Team Holland.

## Carrière

### Winnaar 24 uur van Le Mans
In 1967 behaalde Van Lennep, lid van de familie Van Lennep, in Zweden de eerste overwinning met DAF in de Formule 3. Eveneens in 1967 ging hij voor Porsche rijden. In 1971 won hij de 24 uur van Le Mans met Helmut Marko. Hiermee had hij tot juni 2010 het afstandsrecord (5335 km) op zijn naam staan, het record is sindsdien in handen van Audi. Gemiddeld reden ze meer dan 222 km/u (inclusief pitstops). De hoogst behaalde snelheid was bijna 400 km/u.

### Formule 1
Van Lennep heeft vier seizoenen in enkele races deelgenomen aan de Formule 1. Hij reed voor Surtees, Iso-Marlboro en Ensign. In 1971 nam hij deel aan de Grote Prijs van Nederland op het circuit van Zandvoort met een door Stichting Autoraces Nederland ingeschreven Surtees, waarin hij 8e werd. Later dat jaar reed hij voor het fabrieksteam, maar wist niet aan de finish te komen.

### Overige successen

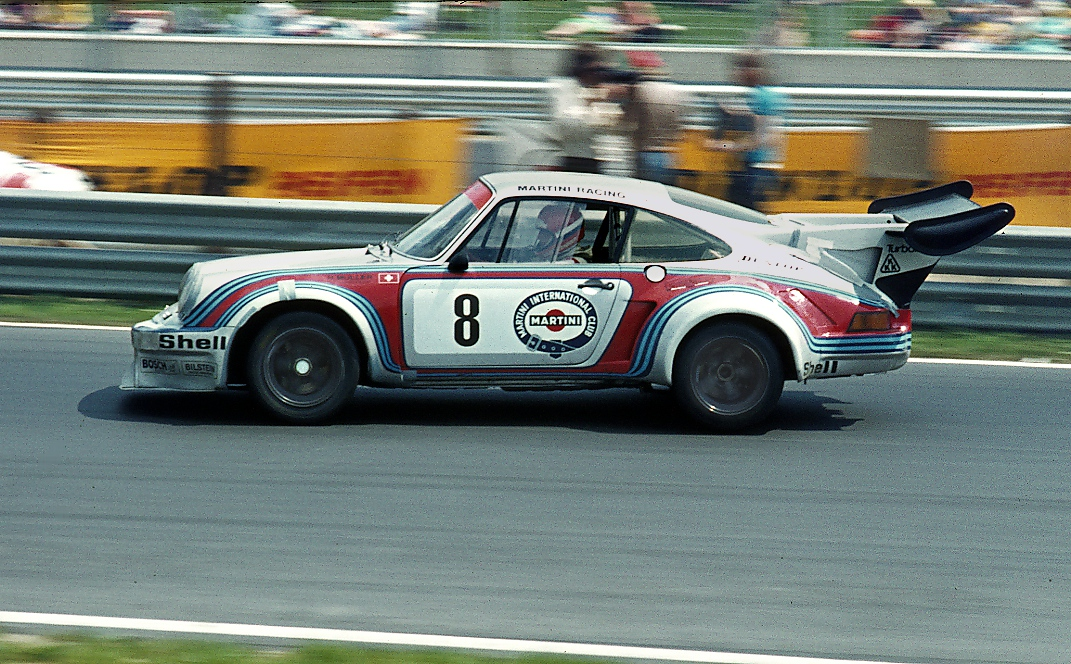
Gijs van Lennep in een Porsche 911 Carrera RSR op de Nürburgring 1974

In 1972 reed Van Lennep geen Formule 1, maar werd wel Europees kampioen Formule 5000 met een Surtees TS11-Chevrolet. In 1973 reed hij dankzij sponsor Marlboro bij het Iso-Marlboro team van Frank Williams, waar hij op Zandvoort een punt haalde. Dit betekende het eerste WK-punt voor het team van Williams. In hetzelfde jaar won hij de Targa Florio. In 1974 reed hij nog een race voor het Iso team. In 1975 verving hij bij Ensign Roelof Wunderink gedurende drie races. Op de Nürburgring behaalde hij nogmaals een punt. Hiermee was hij op dat moment de op een na meest succesvolle Nederlandse Formule 1-coureur, net achter Carel Godin de Beaufort.

### Opnieuw eerste in Le Mans
In 1976 won Gijs van Lennep voor een tweede maal de 24 uur van Le Mans, ditmaal met de Belgische coureur Jacky Ickx. Het werd zo geregeld dat hij de laatste 90 minuten van zijn laatste race achter het stuur zat en over de eindstreep mocht rijden.

### Trivia
- In 1999 werd hij door een Nederlandse vakjury uitgeroepen tot Beste Nederlandse autocoureur van de Eeuw.[2]
- Gijs van Lennep speelt ook golf. Hij is lid van de Orange All Stars.

## Overzicht

### Resultaten in de Formule 1
| Seizoen | Inschrijving                  | Chassis         | Motor       | 1   | 2   | 3   | 4     | 5      | 6   | 7   | 8       | 9      | 10    | 11      | 12    | 13     | 14  | 15  | Pos | Punten |
| ------- | ----------------------------- | --------------- | ----------- | --- | --- | --- | ----- | ------ | --- | --- | ------- | ------ | ----- | ------- | ----- | ------ | --- | --- | --- | ------ |
| 1971    | Stichting Autoraces Nederland | Surtees TS7     | Cosworth V8 | RSA | ESP | MON | NED 8 | FRA    | GBR | GER | AUT     | ITA    | CAN   |         |       |        |     |     | -   | 0      |
| 1971    | Surtees                       | Surtees TS7     | Cosworth V8 |     |     |     |       |        |     |     |         |        |       | USA NGS |       |        |     |     | -   | 0      |
| 1973    | Iso Marlboro                  | Iso Marlboro IR | Cosworth V8 | ARG | BRA | RSA | ESP   | BEL    | MON | SWE | FRA     | GBR    | NED 6 | GER     | AUT 9 | ITA NF | CAN | USA | 19  | 1      |
| 1974    | Iso Marlboro                  | Williams FW     | Cosworth V8 | ARG | BRA | RSA | ESP   | BEL 14 | MON | SWE | NED DNQ | FRA    | GBR   | GER     | AUT   | ITA    | CAN | USA | -   | 0      |
| 1975    | HB Bewaking Team Ensign       | Ensign N174     | Cosworth V8 | ARG | BRA | RSA | ESP   | MON    | BEL | SWE | NED 10  | FRA 15 | GBR   | GER 6   | AUT   | ITA    | USA |     | 19  | 1      |

## Over Gijs van Lennep
- Hans van der Klis, Dwars door de Tarzanbocht: de dertien Nederlandse Formule 1-coureurs. Amsterdam, 2007 (3e ed.), p. 41-57